# کلر همیلتون (کورلر)
کلر همیلتون (انگلیسی: Claire Hamilton؛ زادهٔ ۳۱ ژانویهٔ ۱۹۸۹) ورزشکار کرلینگ، و دوچرخه‌سوار اهل بریتانیا است.